# Château du Mirail

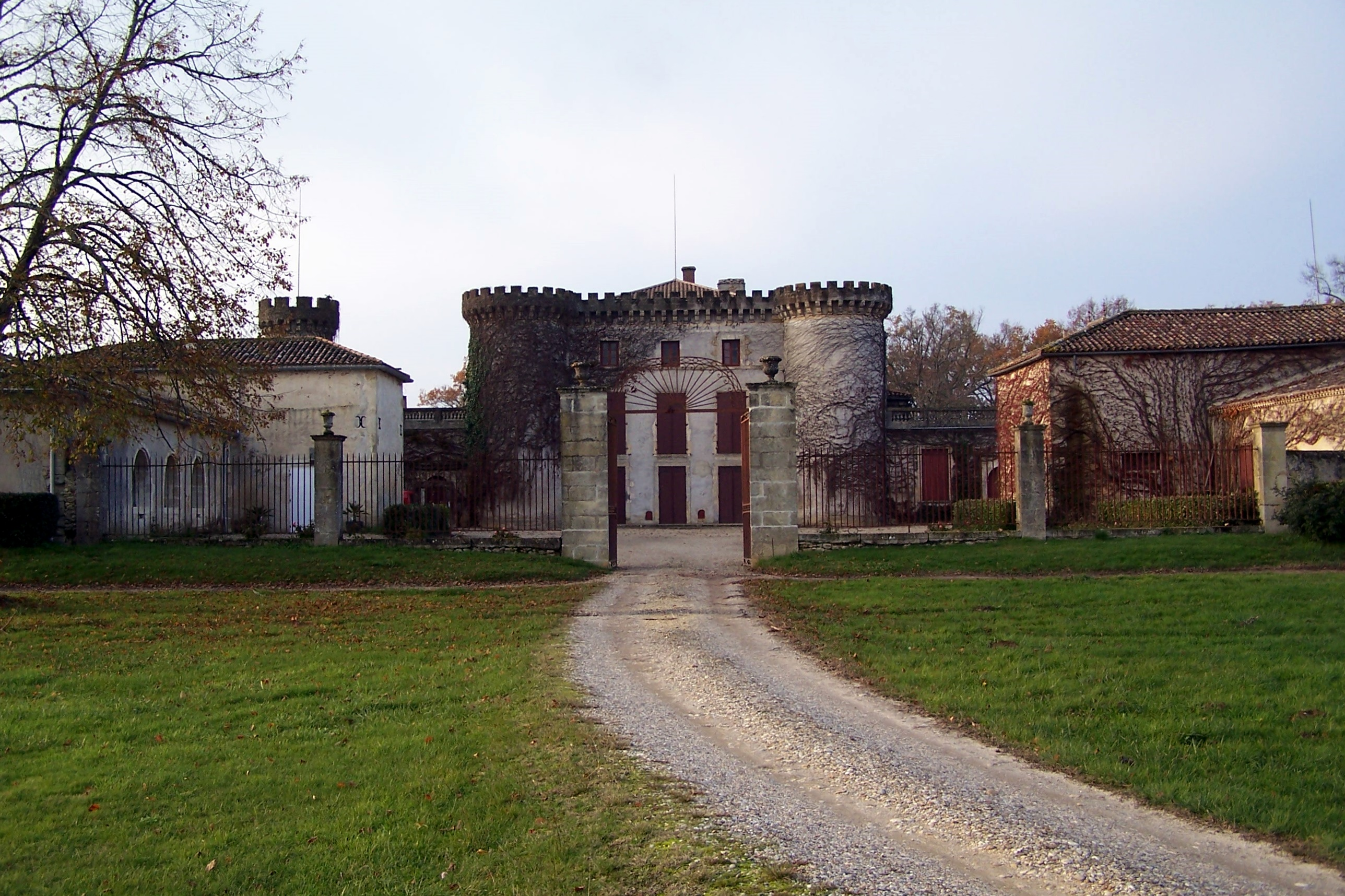
Château du Mirail in Brouqueyran

Das Château du Mirail in Brouqueyran, einer französischen Gemeinde im Département Gironde in der Region Nouvelle-Aquitaine, wurde ursprünglich im 17. Jahrhundert errichtet und im 19. Jahrhundert umgebaut. Die Kapelle des Schlosses steht seit 1990 als Monument historique auf der Liste der Baudenkmäler in Frankreich.

## Geschichte
Die Herren von Mirail sind seit dem 13. Jahrhundert überliefert. Im Jahr 1348 erhielt Jean de la Tour, Grundherr von Brouqueyran, vom englischen König die Erlaubnis, eine befestigte Anlage zu errichten. Im 16. Jahrhundert ließ die Familie Larroque ein Schloss mit vier Türmen errichten, das im 17. Jahrhundert vergrößert wurde. Während der Revolution wurde das Schloss geplündert und 1793 wurden die Turmspitzen abgetragen. Im Schloss sind noch viele historische Ausstattungsstücke wie Wandverkleidungen, Kamine und Supraporten erhalten.

## Kapelle
Die barocke Schlosskapelle in einem Nebengebäude besitzt Wandverkleidungen und Wandmalereien aus dem 17. Jahrhundert und ein Altarretabel aus der Erbauungszeit.